# Аго (герцог Фріульський)
Аго, герцог Фріульський (651—663), спадкував герцогу Гразульфу. Павло Диякон пише, що у Чівідале дель Фріулі після його правління існував «будинок Аго».